# Haltere la Jocurile Olimpice de vară din 2024 - feminin 81 kg
Proba de haltere categoria 81 de kg feminin de la Jocurile Olimpice de vară din 2024 de la Paris a avut loc la data de 10 august 2024, la Paris Expo Porte de Versailles.

## Program
Orele sunt ora Franței (UTC+1) 
| Data                    | Oră   |
| ----------------------- | ----- |
| Sâmbătă, 10 august 2024 | 17:00 |

## Rezultate
| Loc | Sportivă                     | Țară                 | Smuls (kg) | Smuls (kg) | Smuls (kg) | Smuls (kg) | Aruncat (kg) | Aruncat (kg) | Aruncat (kg) | Aruncat (kg) | Total  |
| Loc | Sportivă                     | Țară                 | 1          | 2          | 3          | Rezultat   | 1            | 2            | 3            | Rezultat     | Total  |
| --- | ---------------------------- | -------------------- | ---------- | ---------- | ---------- | ---------- | ------------ | ------------ | ------------ | ------------ | ------ |
| 1   | Solfrid Koanda               | Norvegia             | 117        | 121        | 124        | 121        | 148          | 154          | 162          | 154 RO       | 275 RO |
| 2   | Sara Ahmed                   | Egipt                | 113        | 117        | 119        | 117        | 146          | 151          | 155          | 151          | 268    |
| 3   | Neisi Dajomes                | Ecuador              | 118        | 118        | 122        | 122        | 145          | 145          | 151          | 145          | 267    |
| 4   | Eileen Cikamatana            | Australia            | 113        | 117        | 120        | 117        | 145          | 149          | 149          | 145          | 262    |
| 5   | Yudelina Mejía               | Republica Dominicană | 111        | 111        | 115        | 111        | 145          | 150          | 157          | 145          | 256    |
| 6   | Kim Su-hyeon                 | Coreea de Sud        | 110        | 110        | 113        | 110        | 140          | 147          | 147          | 140          | 250    |
| 7   | Laura Amaro                  | Brazilia             | 105        | 110        | 110        | 105        | 130          | 135          | 140          | 135          | 240    |
| 8   | Rigina Adashbaeva            | Uzbekistan           | 100        | 103        | 105        | 105        | 125          | 131          | 136          | 131          | 236    |
| 9   | Yekta Jamali                 | EOR                  | 95         | 99         | 103        | 103        | 124          | 128          | 133          | 128          | 231    |
| 10  | Mönkhjantsangiin Ankhtsetseg | Mongolia             | 100        | 106        | 108        | 100        | 120          | 125          | —            | 125          | 225    |
| 11  | Ajah Pritchard-Lolo          | Vanuatu              | 85         | 89         | 92         | 89         | 103          | 108          | 112          | 108          | 197    |
| —   | Ayamey Medina                | Cuba                 | 96         | 100        | 103        | 100        | 120          | 120          | —            | —            | NT     |
| —   | Weronika Zielińska-Stubińska | Polonia              | 106        | 106        | 107        | —          | —            | —            | —            | —            | NT     |